# 敘利亞中央統計局
敘利亞中央統計局（阿拉伯语：المكتب المركزي للإحصاء）是叙利亚政府中負責統計「經濟、社會、一般活動等相關資訊」的機構。敘利亞中央統計局直屬於敘利亞總理辦公室，位在大馬士革。敘利亞中央統計局是在2005年成立，是由负责经济事务的副总理所领导的委员会所管理。敘利亞中央統計局在敘利亞的所有行政區都有其分支機構。
在敘利亞政府重建基礎設施之後，敘利亞中央統計局開始公佈2011年至2018年的資料。

## 外部連結
- Official site - Central Bureau of Statistics